# Yona (Sängerin)

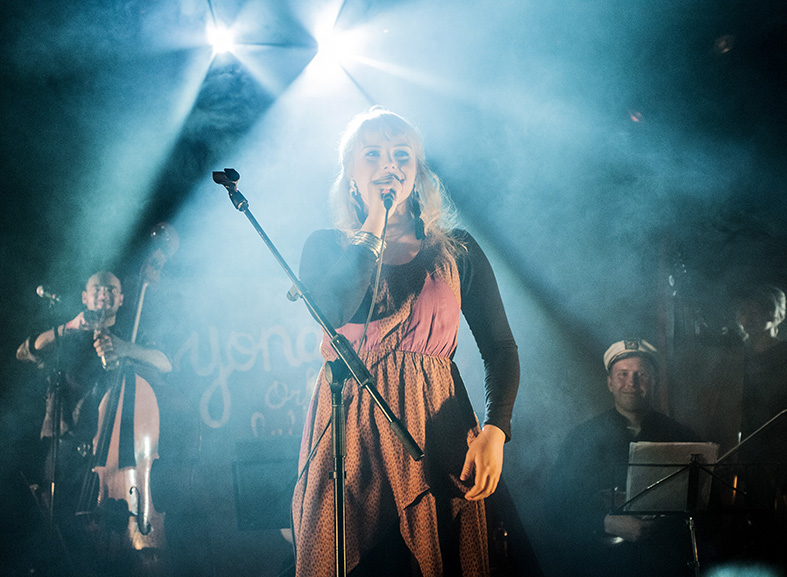
Yona, September 2012

Yona (mit bürgerlichem Namen Johanna Pitkänen, früher Louhivuori, geb. 5. März 1984 in Österreich) ist eine finnische Sängerin-Songwriterin. Sie wurde in Österreich geboren, verbrachte ihre Kindheit aber in Oulu. Als sie 10 Jahre alt war, zog ihre Familie nach Kuopio und später nach Helsinki, wo sie immer noch wohnt. Sie ist Absolventin des Pop & Jazz Konservatorium Helsinki.

## Karriere
Timmion Records veröffentlichten Yonas Debütalbum Pilvet liikkuu, minä en (dt. Die Wolken bewegen sich, ich nicht) am 13. Januar 2010. Die Musik ist eine Mischung aus Jazz, Folk, Schlager, Poesie, aber auch beeinflusst von Hip-Hop und Reggae. Yona hat selbst einen Großteil der Musik komponiert und alle Texte geschrieben. Arrangiert wurden die meisten Lieder von dem Trompeter Kalevi Louhivuori, produziert wurde das Album von Didier Selin. Im März (Woche 11/2011) erreichte das Album Platz 49 in den finnischen Charts.
Orkesteri Liikkuvat Pilvet (dt. Orchester Wandelnde Wolken) ist ein 10-köpfiges Ensemble, das die Sängerin bei Aufnahmen und Konzerten begleitet. Es besteht aus Nicolas Rehn (Gitarre), Antti Kujanpää (Tasteninstrumente), Salla Hakkola (Harfe), Aili Ikonen (Violine und Gesang), Heini Ikonen (Violine und Gesang), Matti Mietola (Bratsche), Juho Kanervo (Cello), Eero Tikkanen (Kontrabass), Tatu Rönkkö (Drums) sowie Didier Selin (Abmischung).
Im September 2010 erschien das Album Takaisin Karjalan maille (dt. Zurück nach Karelien) der Band Liljan Loisto, mit karelischen Liedern, im Reggae-Stil arrangiert. Die Band bildeten Yona, Puppa J sowie Punky Reggae Band. Das Album kam auf Platz 19 der finnischen Charts. Zweites Album der Band, Vapauden hurma, erschien am 30. Mai 2012, für das Lied Varkaat kulkurit von diesem Album wurde auch ein Videoclip gedreht. Vapauden hurma erreichte Platz 26 der Charts.
2010 bekam Yona den Emma-Preis für den besten Newcomer. Im Mai 2011 wurde ihr zweites Soloalbum Vaikenen laulaen veröffentlicht. Das Album erreichte Platz 16 der Charts.
Das dritte Album Vaikka tekee kipeää, ei haittaa erschien im September 2012 und erreichte Charts-Platz 14. 2013 nahm Yona am jährlichen finnischen Tangowettbewerb Tangomarkkinat teil, und belegte den zweiten Platz. Im September 2013 hat sie zusammen mit der Studio-Band von Matti Mikkola das Lied "Suojassa mun unissain" aufgenommen, welches als Titelmelodie für die Fernsehserie Mun ainoot 30 minsaa im 2. Programm des finnischen Fernsehens verwendet wird.

## Diskografie

### Alben
- Pilvet liikkuu, minä en (2010, Timmion Records)
- Vaikenen laulaen (2011, Timmion Records)
- Vaikka tekee kipeää, ei haittaa (2012, Timmion Records)
- Tango a la Yona (2014, Kaiho Republic)
- Naivi (2015, Kaiho Republic)
- Jano (2016, Monsp Records)
- 7 (2018, Johanna Kustannus)
- Uni johon herään (2021, Johanna Kustannus)

### Puppa J & Tasottavat
- Morobless (2006, Fat Belt Records)

### Liljan Loisto
- Takaisin Karjalan maille (2010, Suomen Musiikki)
- Vapauden hurma (2912, Suomen Musiikki)